# فرد بتانی
فرد بتانی (انگلیسی: Fred Bettany؛ 1860 – 9 june ۱۹۲۴ (۶۳−۶۴ سال)) بازیکن فوتبال اهل پادشاهی متحد بریتانیای کبیر و ایرلند بود.
از باشگاه‌هایی که در آن بازی کرده‌است می‌توان به باشگاه فوتبال استوک سیتی و باشگاه فوتبال پورت ویل اشاره کرد.